# 真刈信二
真刈 信二（まかり しんじ）は、日本の漫画原作者。代表作に『勇午』などがある。
ノンフィクションライターとしても活動していた。

## 作品リスト
- オフィス北極星（作画：中山昌亮、1993年 - 1998年、『モーニング』、講談社）
- 勇午（作画：赤名修、1994年 - 2015年、『月刊アフタヌーン』→『イブニング』、講談社）
- 約束の人（作画：たかもちげん、1994年 - 1995年、『モーニングオープン増刊』、講談社）
- クライシス 危機管理の男（作画：高橋のぼる、1998年 - 1999年、『ミスターマガジン』、講談社）
- 夢の掟（作画：山本貴嗣、1999年 - 2000年、『ヤングアニマル』、白泉社）
- どうだ貫一（作画：さだやす圭、2001年 - 2003年、『モーニング』、講談社）
- スパイハンドラー 怜とミレイ（作画：あだちつよし、2004年 - 2005年、『週刊現代』、講談社）
- スパイの家（作画：雨松、2013年 - 2015年、『月刊アフタヌーン』、講談社）
- イサック（作画：DOUBLE-S、2017年 - 2025年、『月刊アフタヌーン』、講談社）
- サガラ 〜Sの同素体〜（作画：かわぐちかいじ、2018年 - 2021年、『モーニング』、講談社）